# 拾陸比玖
拾陸比玖16:9是香港YouTube頻道。於2021年3月20日開始營運，影片內容包括短篇劇集、訪談及具實驗性的影像等。常駐幕前有新生代演員柯煒林、郭爾君、陳海寧、周祉君及馮海銳，幕後創作成員包括老凱麟（Ivan Lo）、蔡康凝（Trevor）、余海臻（Bryan）、鄧俊鴻等。同年4月20日，頻道首部原創網劇《演員的自我收養》首播，因齊集五位演員，題材獨特而具創意而較受矚目。
2022年5月，推出第一部電影《搗破法蘭克》的眾籌計劃並成功達到目標，是為香港首齣眾籌電影。2023年4月，團隊在眾籌平台Kickstarter公布更換演員，概念短片中的主角陳漢娜、郭爾君、戴玉麒、龔志業未能參與拍攝，電影改由談善言、林家熙、岑珈其、楊偲泳、袁富華主演，預期2025年4月上映。

## 頻道簡介
2021年3月20日開台，頻道首條影片於2021年4月3日上載。頻道主要逢星期二及六出片，主要內容包括：
| 類型               | 節目名稱              | 主演／主持                                     |
| ------------------ | --------------------- | ---------------------------------------------- |
| 原創連續劇／劇情片 | 《演員的自我收養》    | 周祉君、柯煒林、陳海寧、馮海銳、老凱麟、郭爾君 |
| 原創連續劇／劇情片 | 《LOUISE》            | 柯煒林                                         |
| 原創連續劇／劇情片 | 《夜行》              | 周祉君、郭爾君、柯煒林、馮海銳                 |
| 原創連續劇／劇情片 | 《味精症候群MSG》     | 馮海銳、周祉君、郭爾君                         |
| 原創連續劇／驚悚片 | 《FINE DINING》       | 周祉君                                         |
| 原創單元劇／驚悚片 | 《暗格》              | 周祉君                                         |
| 原創單元劇／驚悚片 | 《真．隱形人間》      | /                                              |
| 街頭訪問           | 《電影街童》          | 柯煒林                                         |
| 對談               | 《16:9 Time Capsule》 | 周祉君、柯煒林、陳海寧、馮海銳、郭爾君         |
| 對談               | 《16:9 秘密基地》     | 柯煒林、馮海銳                                 |
| 對談               | 《映畫解剖學》        | 郭爾君、馮海銳、柯煒林                         |
| 影像實驗           | 《Billie Online》     | 郭爾君                                         |
| 影像實驗           | 《九比十六》          | 馮海銳                                         |
| 烹飪、飲食         | 《開crew飯》          | 馮海銳                                         |

## 常駐成員
- 柯煒林（Will Or）
- 郭爾君（Alma Kwok)
- 周祉君（Aaron Chow）
- 陳海寧（Isabella Chang）
- 馮海銳（Yoyo Fung）

## 幕後
- 老凱麟（Ivan Lo）
- 蔡康凝（Trevor）
- 余海臻（Bryan）
- 鄧俊鴻

## 客席演員
《演員的自我收養》客席演員包括：
- 陸駿光（第3至5集）
- 陳漢娜（第3、5及6集）
- 岑珈其（第3至4集）
- 龔志業（第3至5集）

《味精症候群MSG》客席演員包括：
- 馮熙庭（第1集）
- 徐浩昌（肥腸）（第1集）
- 麥詠楠（第2集）
- 黃定謙（第2集）
- Triple G（第1至2集）
- 吳兆麟（第2集）

《LOUISE》客席演員包括：
- 廖子妤（第1至4集）
- 袁澧林（第2至3集）
- 彭一峰（第4集）

《夜行》客席演員包括：
- 陳漢娜（第3集）

《FINE DINING》客席演員包括：
- 張蔓莎（第1至3集）

《暗格》客席演員包括：
- 龔志業（第1集《放榜》、第3集《唔該借借》及第4集《隧道》）
- 林婷（第2集《起雞皮》及第5集《頭髮》）
- 杜以辰、李文意（第6集《揼多轉》）
- 朱栢康、張凱娸（第7集《她》）
- 李敏、林千渟、余振㬢（第9集《天眼》）

《秘密基地》對談嘉賓包括：
- 朱栢康（第1至2集）
- 陳果、任俠（第3至4集）
- 鍾雪瑩、何靜怡（第5至6集）

《映畫解剖學》對談嘉賓包括：
- 陳健朗（第1至2集）（手捲煙 導演）
- 黃修平（第3集）（狂舞派3 導演）
- 尹志文（第4及5集）（媽媽的神奇小子 導演）
- 陳雅莉（第6集）（馬達・蓮娜 導演）

## 外部連結
- YouTube上的拾陸比玖16:9頻道
- 拾陸比玖16:9的Instagram帳戶